# يوري كورنيليسي
يوري كورنيليسي (بالهولندية: Yuri Cornelisse)‏ (8 مايو 1975 بألكمار في هولندا - ) هو لاعب كرة قدم هولندي في مركز الهجوم. لعب مع آر كي سي فالفيك وأدو دين هاغ ونادي رويال أندرلخت ونادي غرونينغن وناك بريدا وتوب أوس.

## وصلات خارجية
- يوري كورنيليسي على موقع قاعدة بيانات كرة القدم.إي يو (الإنجليزية)